# Burg Leuchtenštejn
Die Ruine Leuchtenstein (tschechisch Hrad Leuchtenštejn) ist die Ruine einer Niederungsburg am Hang der Bischofskoppe in der Nähe der Stadt Zlaté Hory (Zuckmantel).

## Geschichte
Die Quellenlage zur Geschichte der Burg ist äußerst dünn. Erst 1687 erschien Burg Leuchtenstein als bereits verlassen. Nach archäologischen Befunden wurde die Burg Ende des 13. Jahrhunderts erbaut und im folgenden Jahrhundert aufgegeben. Die Burg wurde entweder vom Herzog von Troppau nach Verlustes der nahe gelegenen Burg Edelstein oder aus demselben Grund von Bischof Thomas II. von Breslau gegründet. Ein Indiz dafür ist die sehr ungünstige Lage der Burg unterhalb der Bischofskoppe. Die archäologischen Funde stammen aus der ersten Hälfte des 14. Jahrhunderts. Die Burg wurde wahrscheinlich während der Hussitenkriege aufgegeben.

## Baubestand
Die Burg liegt auf einer Höhe von 664 m über dem Meeresspiegel, geschützt mit Wall, Mauer, und Wassergraben. Die recht kleine Kernburg war durch eine weitere Mauer befestigt. Der Bergfried hatte einen Durchmesser von etwas mehr als 8 Metern bei einer Höhe von 20–25 Metern. Mauerfragmente des Turms liegen heute ein Stück entfernt von seinem Fundament, was auf Sprengung des Turms oder auf spontanen Einsturz hindeutet.

## Zugang
Die Ruinen liegen an einem Wanderweg von Zuckmantel auf die Bischofskoppe.